# برايان رامزي
برايان رامزي هو لاعب كرة القدم الكندية كندي، ولد في 24 فبراير 1980 في فيكتوريا في كندا.